# Ny Kirke

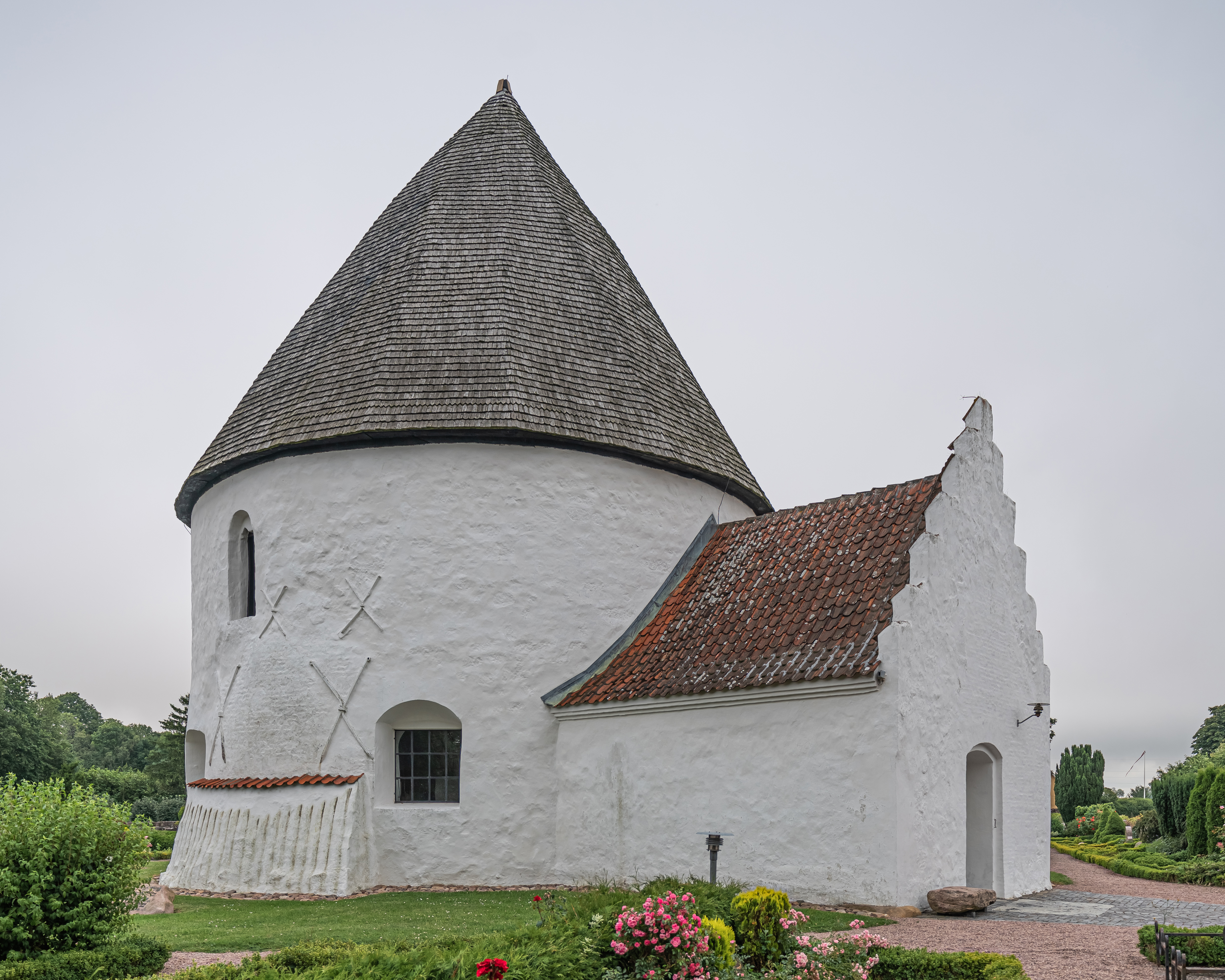
Ny Kirke

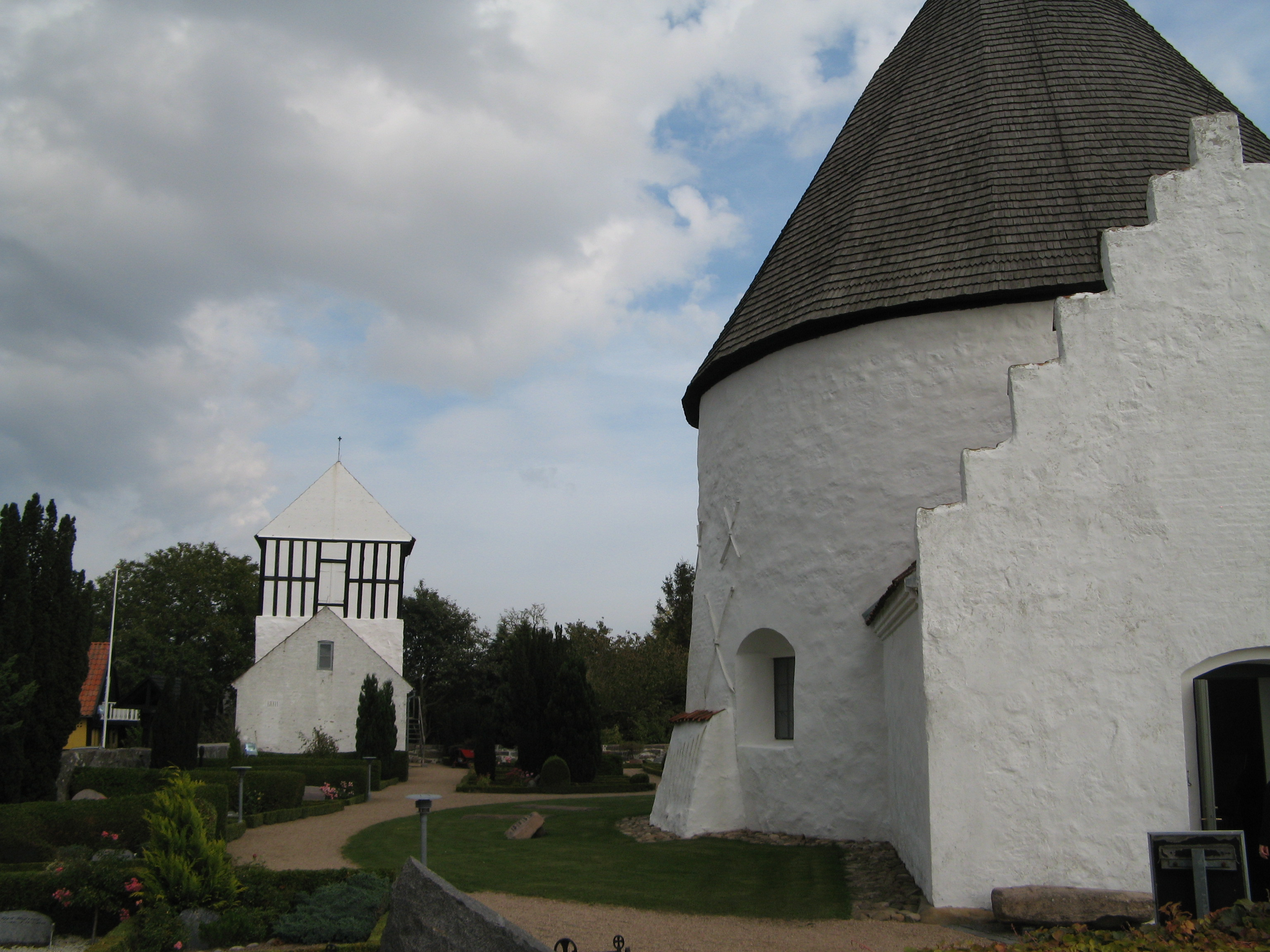
Ny Kirke und der freistehende Glockenturm

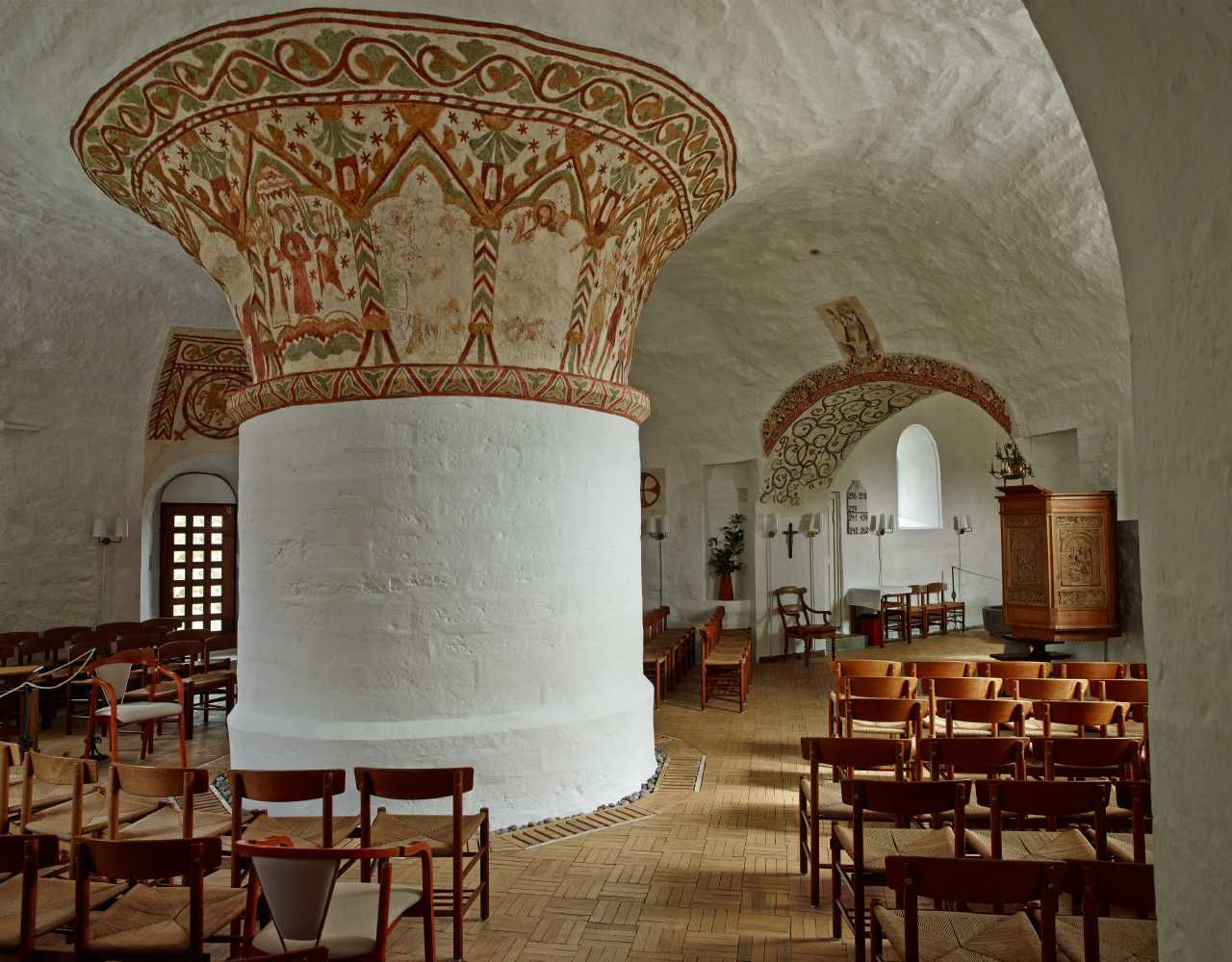
Innenraum nach der Renovierung 2016

Die Ny Kirke (deutsch Neue Kirche) ist eine romanische Rundkirche in Nyker auf der dänischen Insel Bornholm. Unter den vier Rundkirchen auf Bornholm gilt sie als die jüngste und ist als einzige mit nur zwei Stockwerken die kleinste. Sie ist nach allen Heiligen, die am 1. November gefeiert werden, benannt.

## Geschichte und Architektur
Die Rundkirche ist in romanischer Waldemarszeit zwischen 1150 und 1250 erbaut worden. Wie die anderen Rundkirchen ist sie als Wehrkirche mit einem flachen Plankendach zur Verteidigung errichtet worden. Das Kegeldach, die beiden äußeren Stützmauern und die Vorhalle erhielt sie erst im späten Mittelalter. Detaillierte Darstellungen der Kirche in Form von Grundrissen, Schnitten und Ansichten (von Charles Christensen, 1939) finden sich in.
Der Glockenturm steht, wie auf Bornholm üblich, frei auf dem Friedhofsgelände; das untere Stockwerk ist aus Stein, das im 16. Jahrhundert gebaute Glockengeschoss aus Fachwerk, das hier besonders reich und dicht ist und sicher einmal einen Fußbalken hatte. Von den zwei Glocken wurde die kleinere 1639 für eine Kirche in Schonen gegossen, das damals zu Dänemark gehörte, die größere um 1725 in Lübeck.

### Innenraum
Der Innenraum der Kirche (das Rundschiff) ist durch den Mittelpfeiler geprägt, der mit der Außenmauer die Decken- und Dachlasten aufnimmt. Die Kanzel ist mit Schnitzereien über biblische Szenen versehen, die von dem Flensburger Bildschnitzer Heinrich Ringerink geschaffen wurden. Über der Kanzel befindet sich ein Stundenglas (vier Sanduhren) aus dem Jahr 1690, das an die Vergänglichkeit des Lebens erinnern soll. An der Innenwand zum Chor ist ein großes Weihekreuz in roter Farbe zu sehen. An den Rundbau schließt sich der Chor mit dem Altar und dem Taufbecken an.
In der Vorhalle befinden sich ein Runenstein, ein Grabstein und eine Holztafel mit Münzen. Der Grabstein zeigt ein Relief von der Auferstehung Christi sowie eine Inschrift zum Andenken an den Pfarrer Jens Nilsøn, der im März 1648 starb.
Die Holztafel zeigt Kopien alter Münzen (von 1286 bis 1815), die bei Restaurierungsarbeiten der Kirche um 1960 im Fußboden der Kirche gefunden wurden.

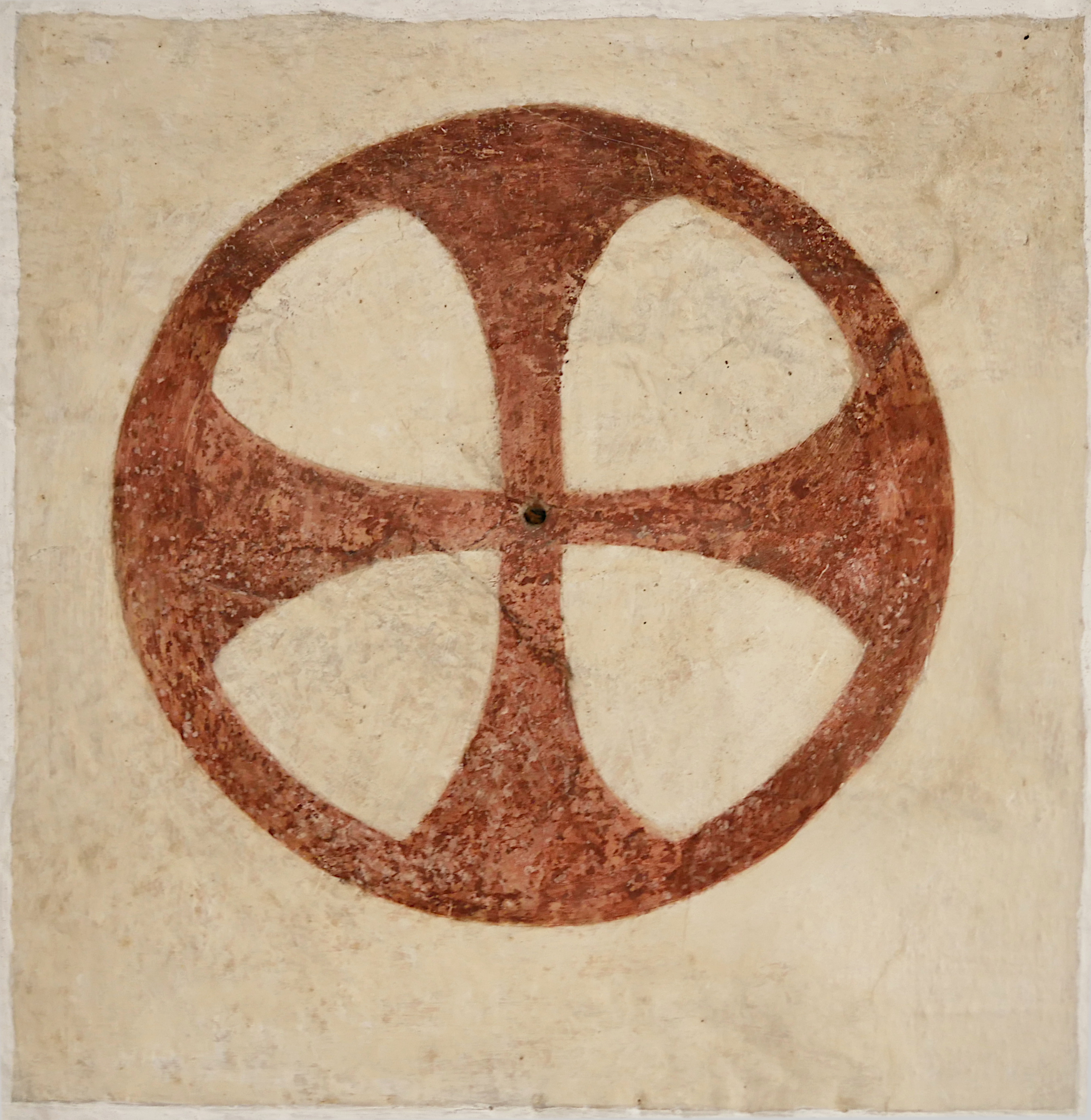
Weihekreuz
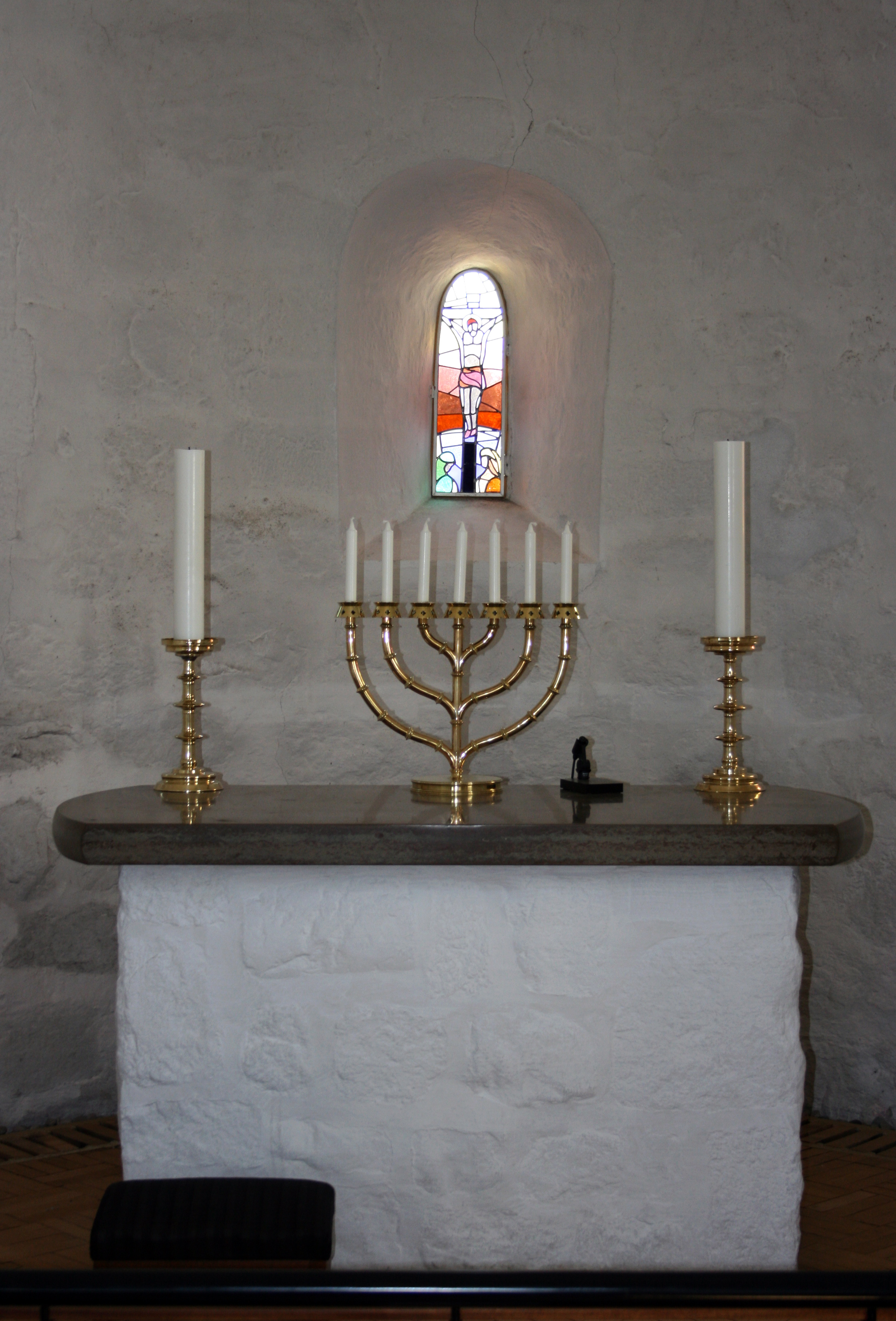
Altar
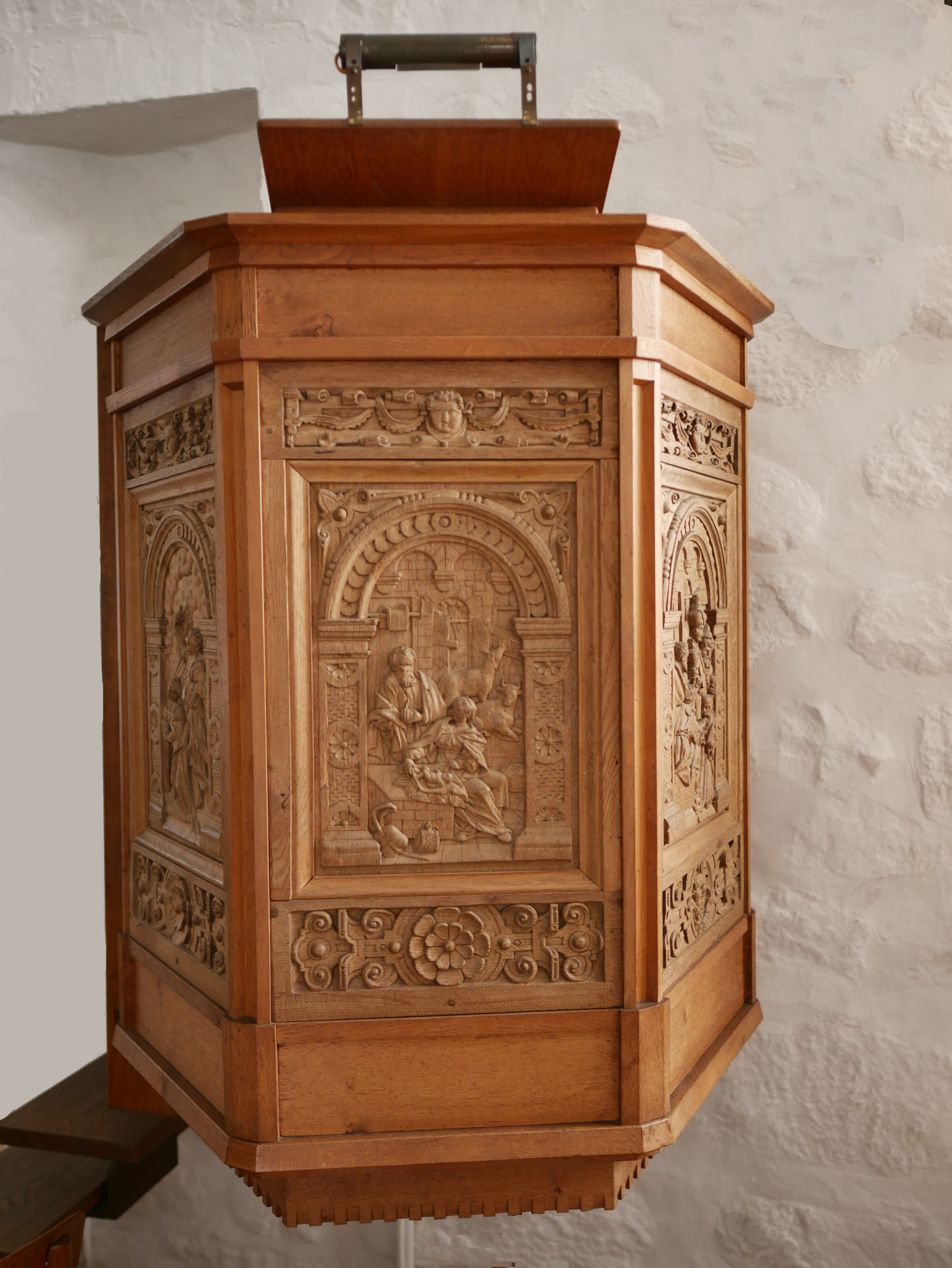
Kanzel
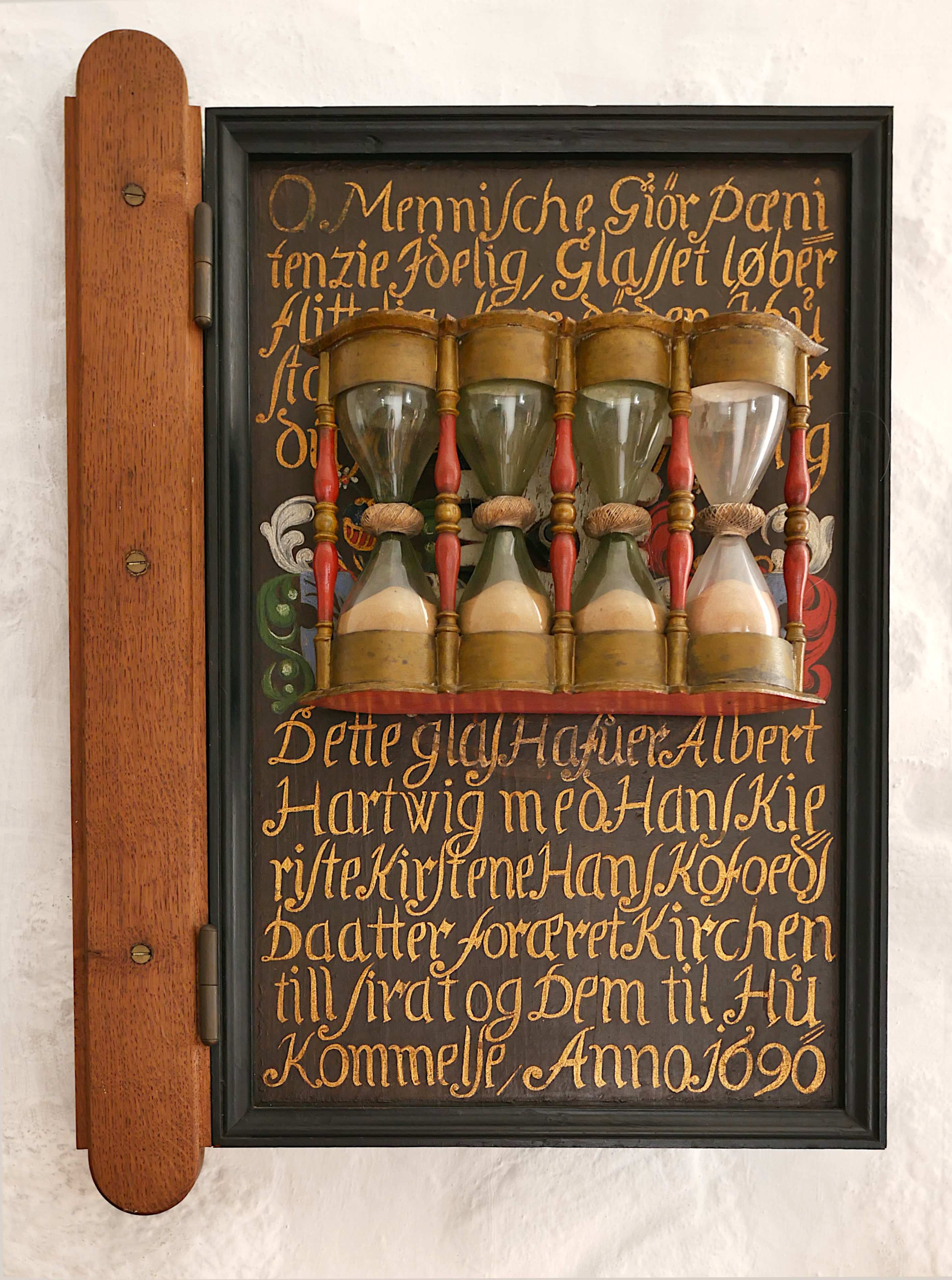
Stundenglas an der Kanzel
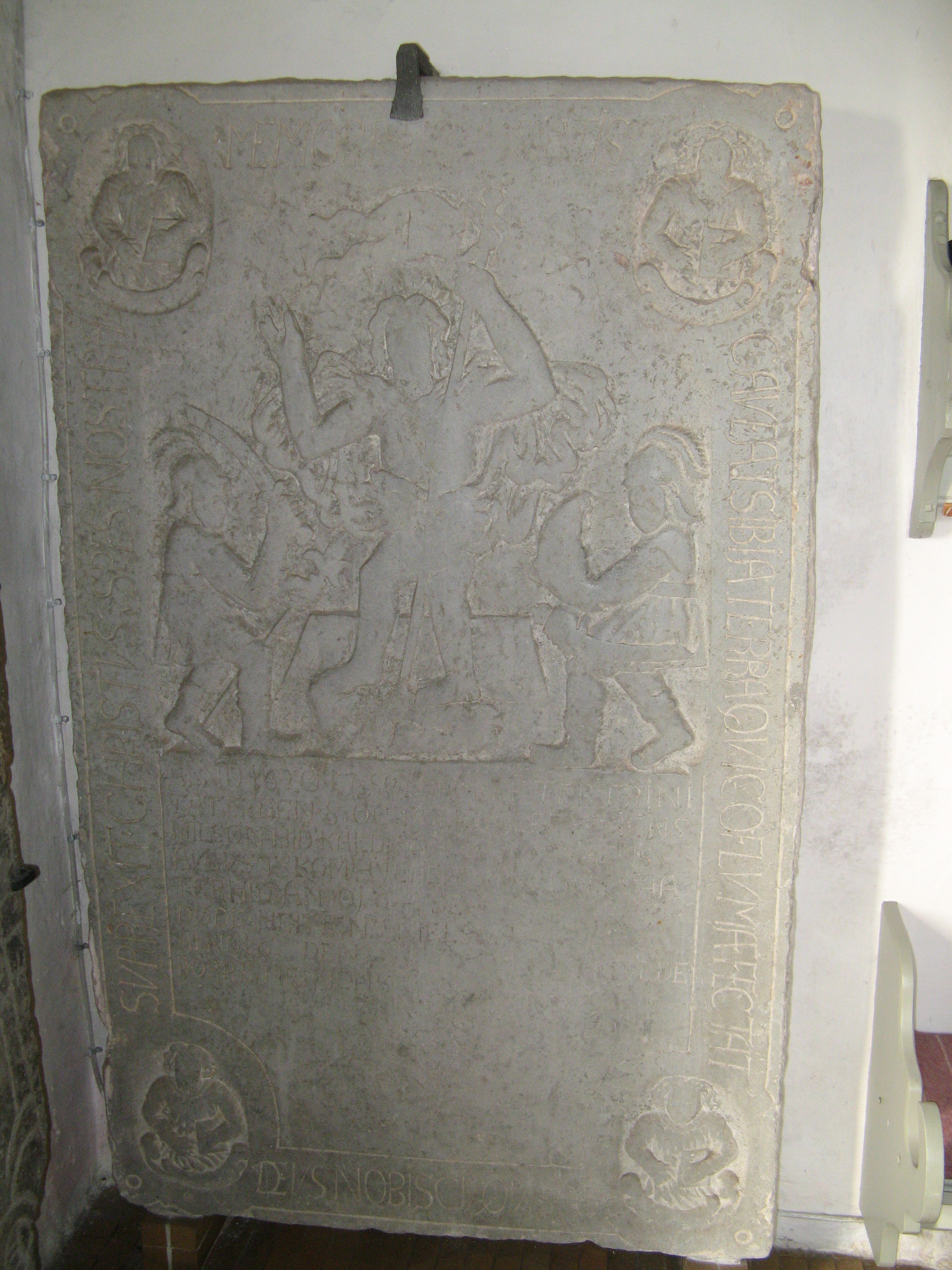
Grabstein in der Vorhalle
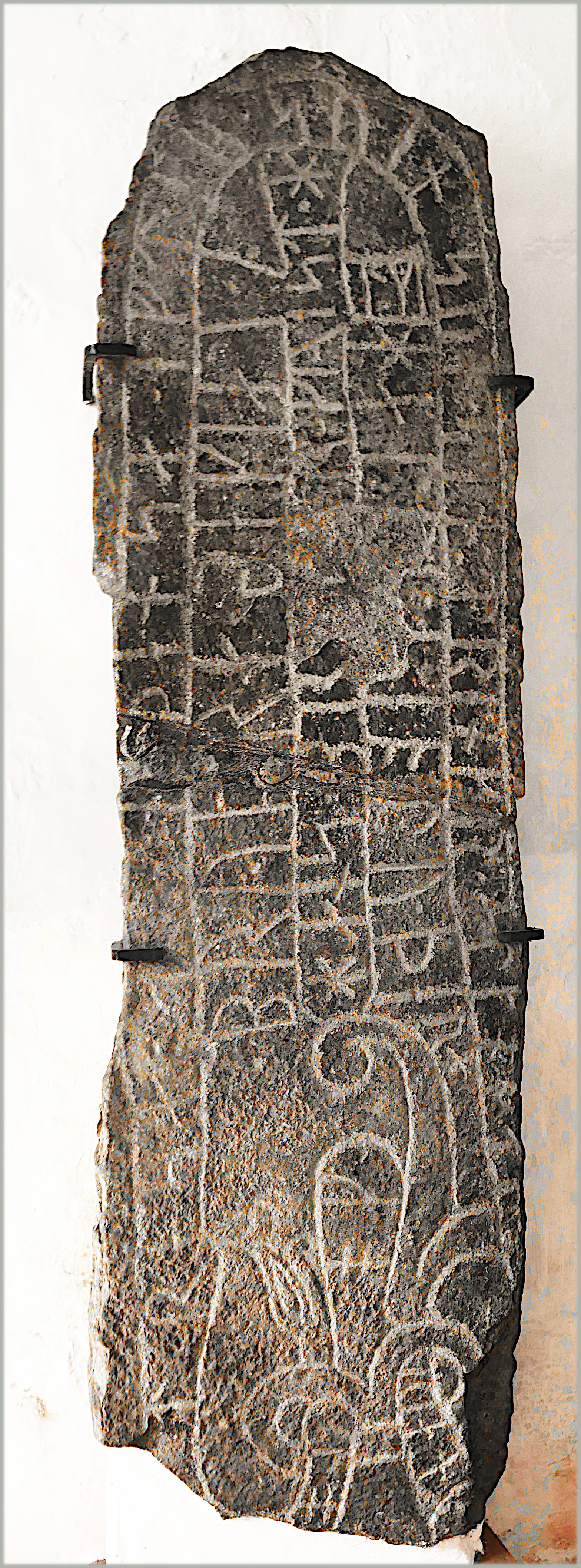
Runenstein in der Vorhalle
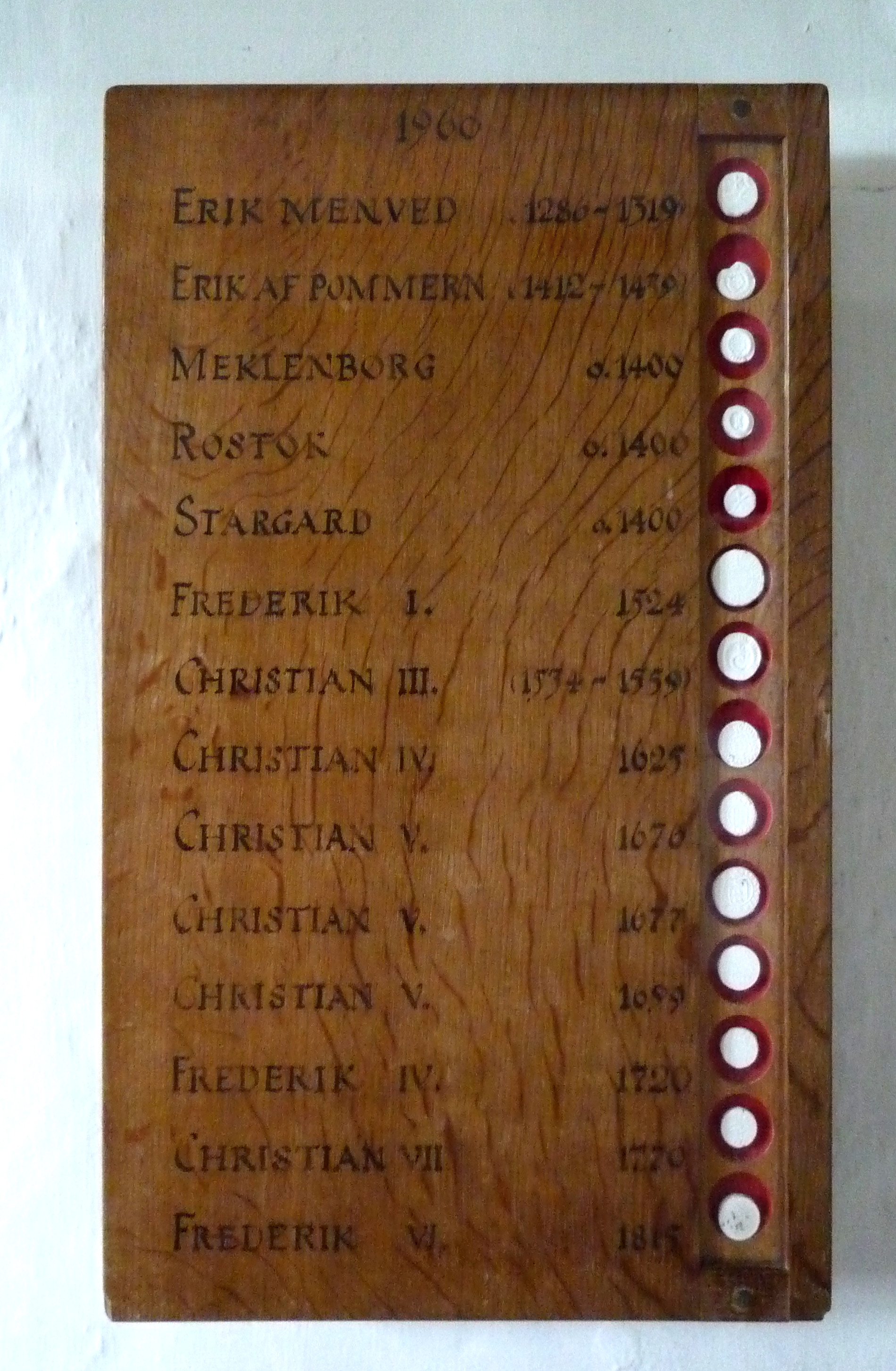
Münztafel in der Vorhalle
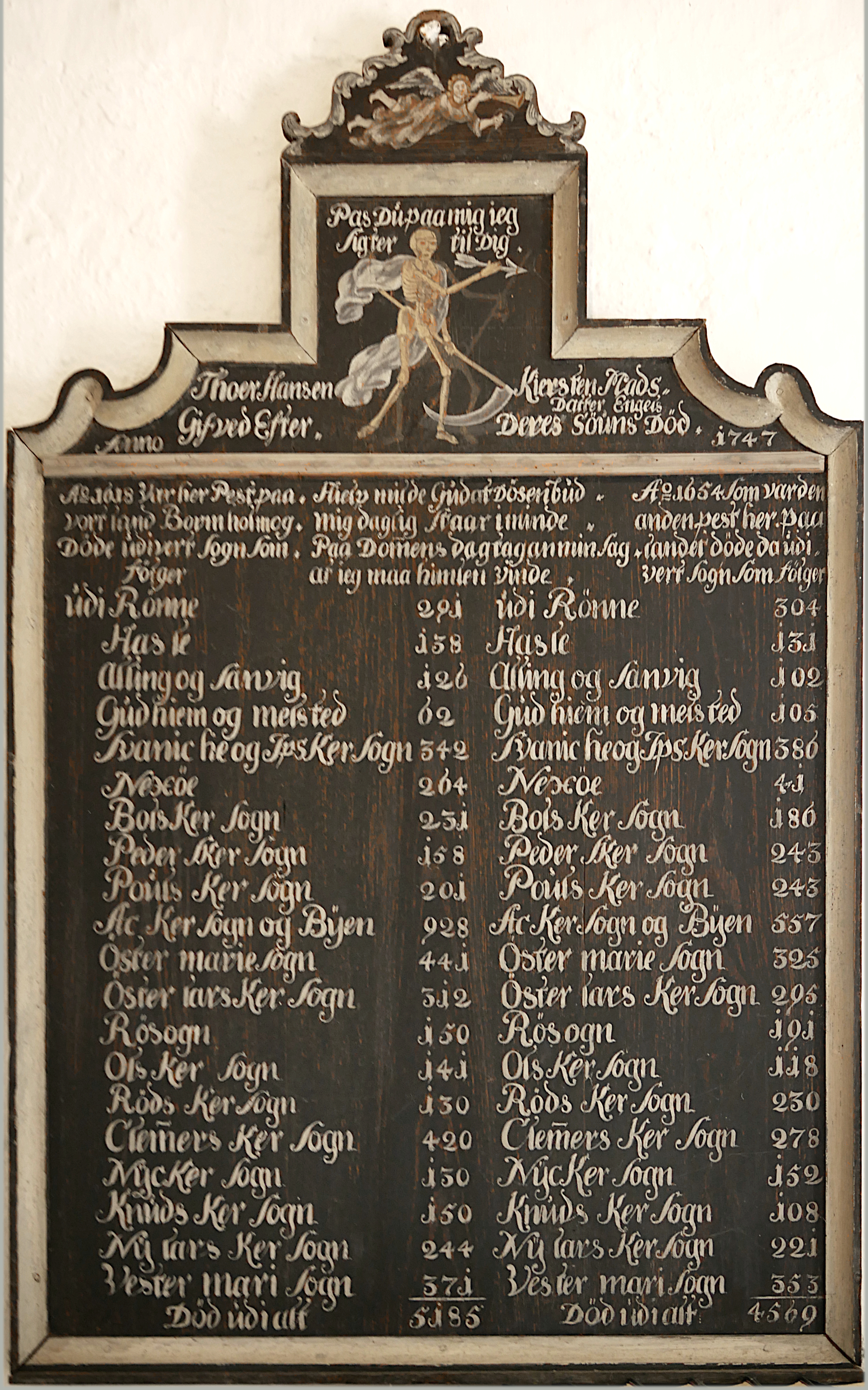
Gedenktafel für die Opfer der Pest-Epidemie 1708–1714
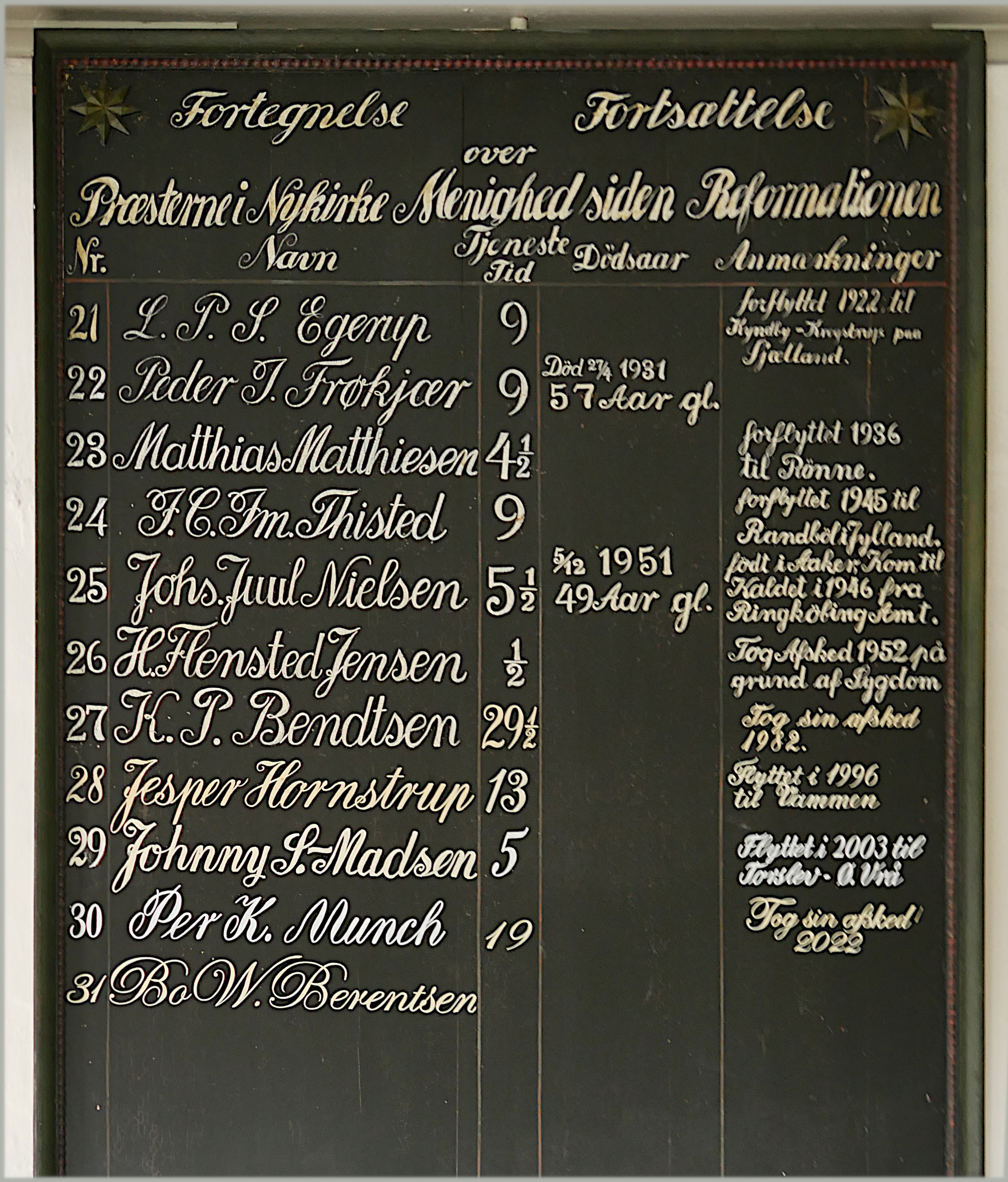
Liste der Pfarrer

### Wandmalereien
Auf dem Mittelpfeiler befinden sich gut erhaltene Wandmalereien, sie stellen in 13 Feldern die Passionsgeschichte dar und stammen von ca. 1300.

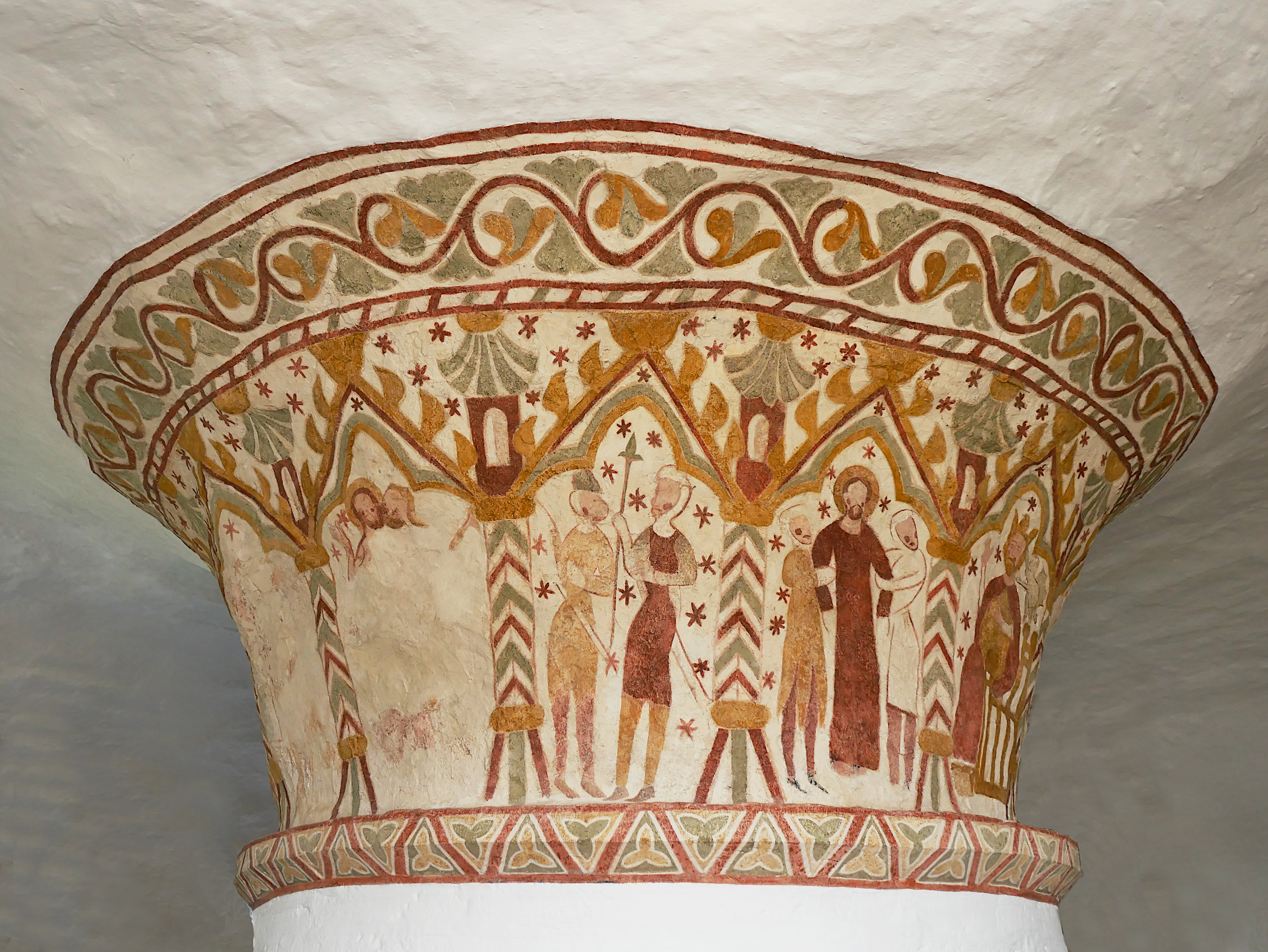
Gefangennahme
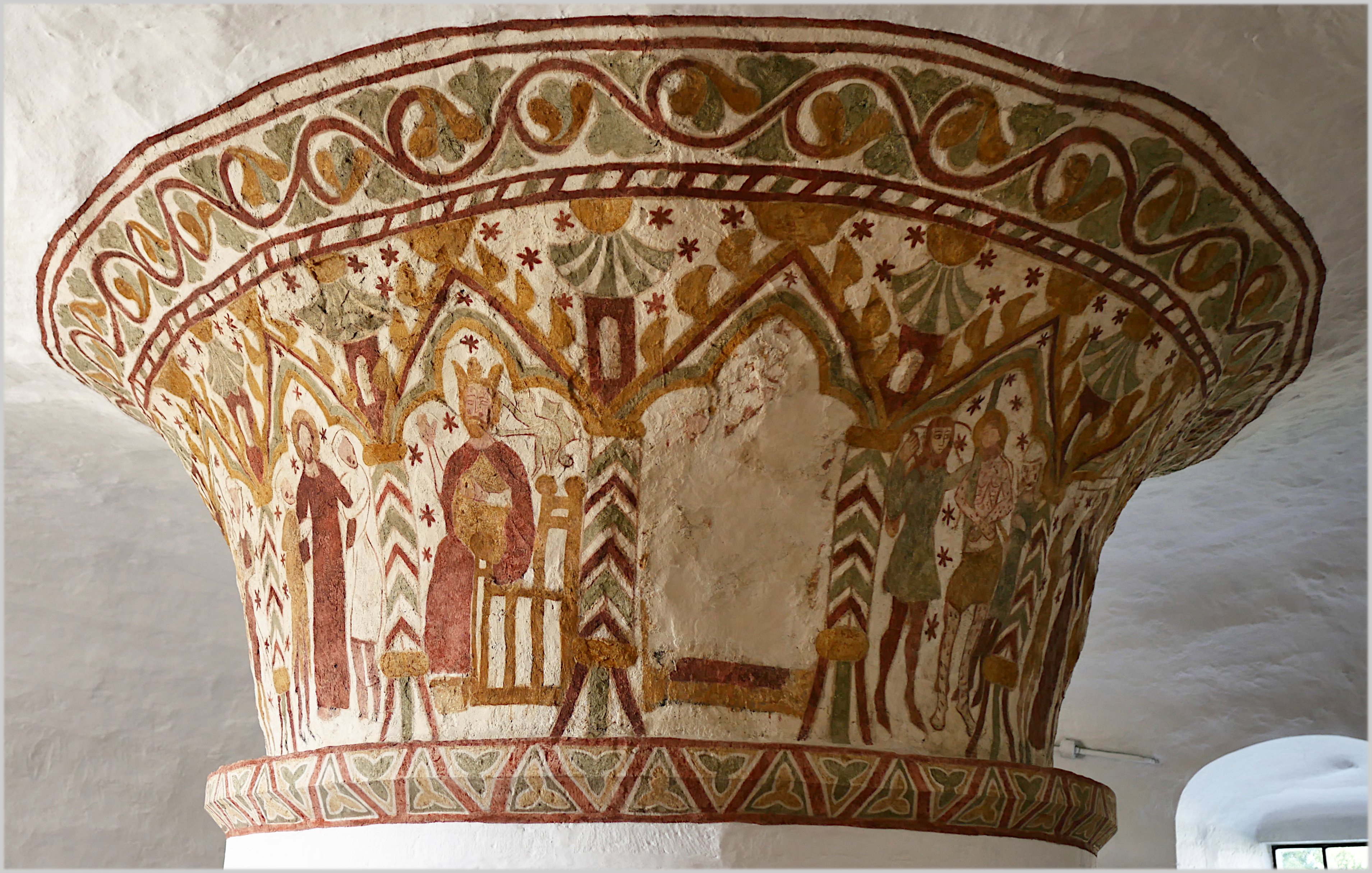
Christus vor Pilatus
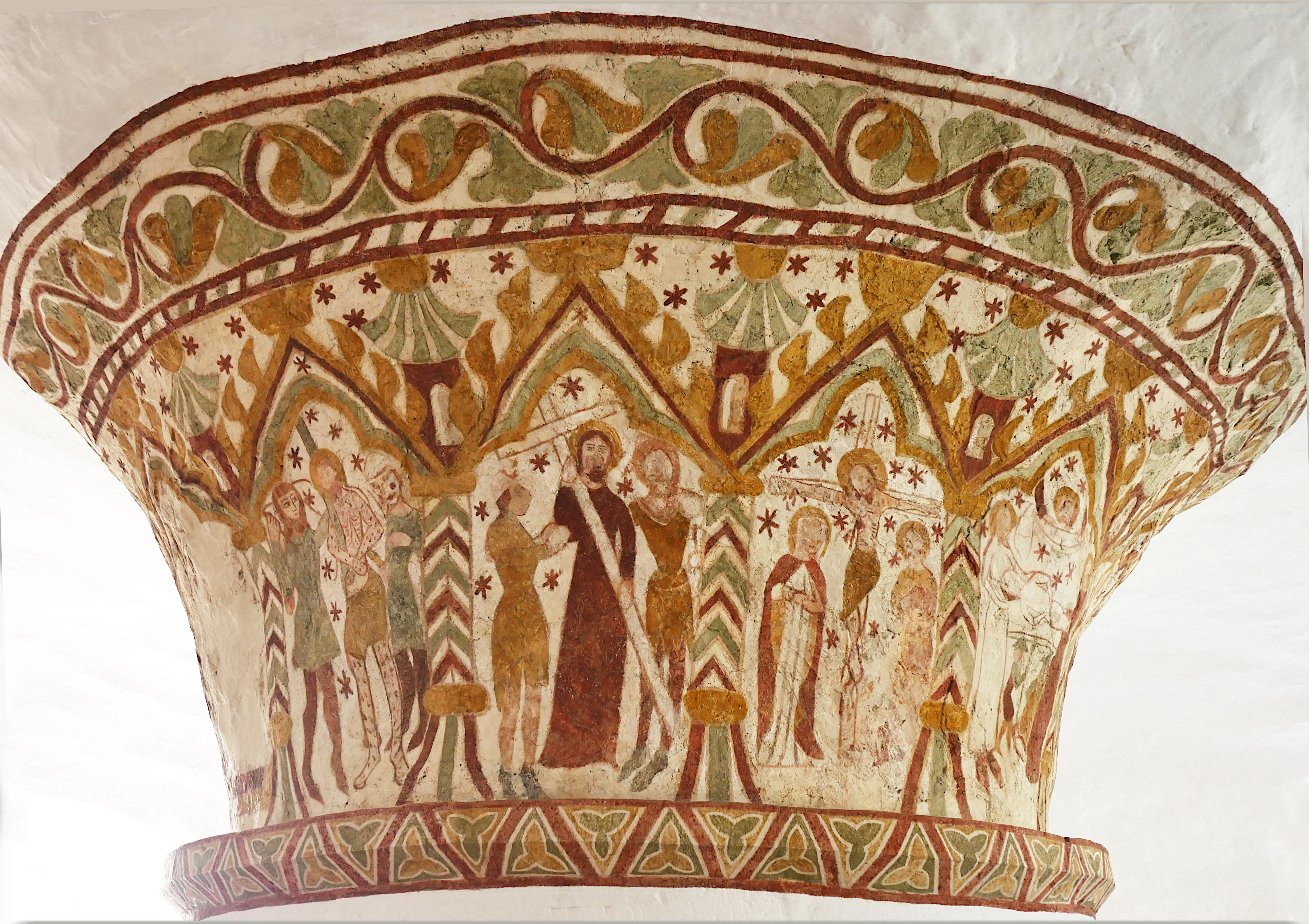
Geiselung, Kreuztragung, Kreuzigung
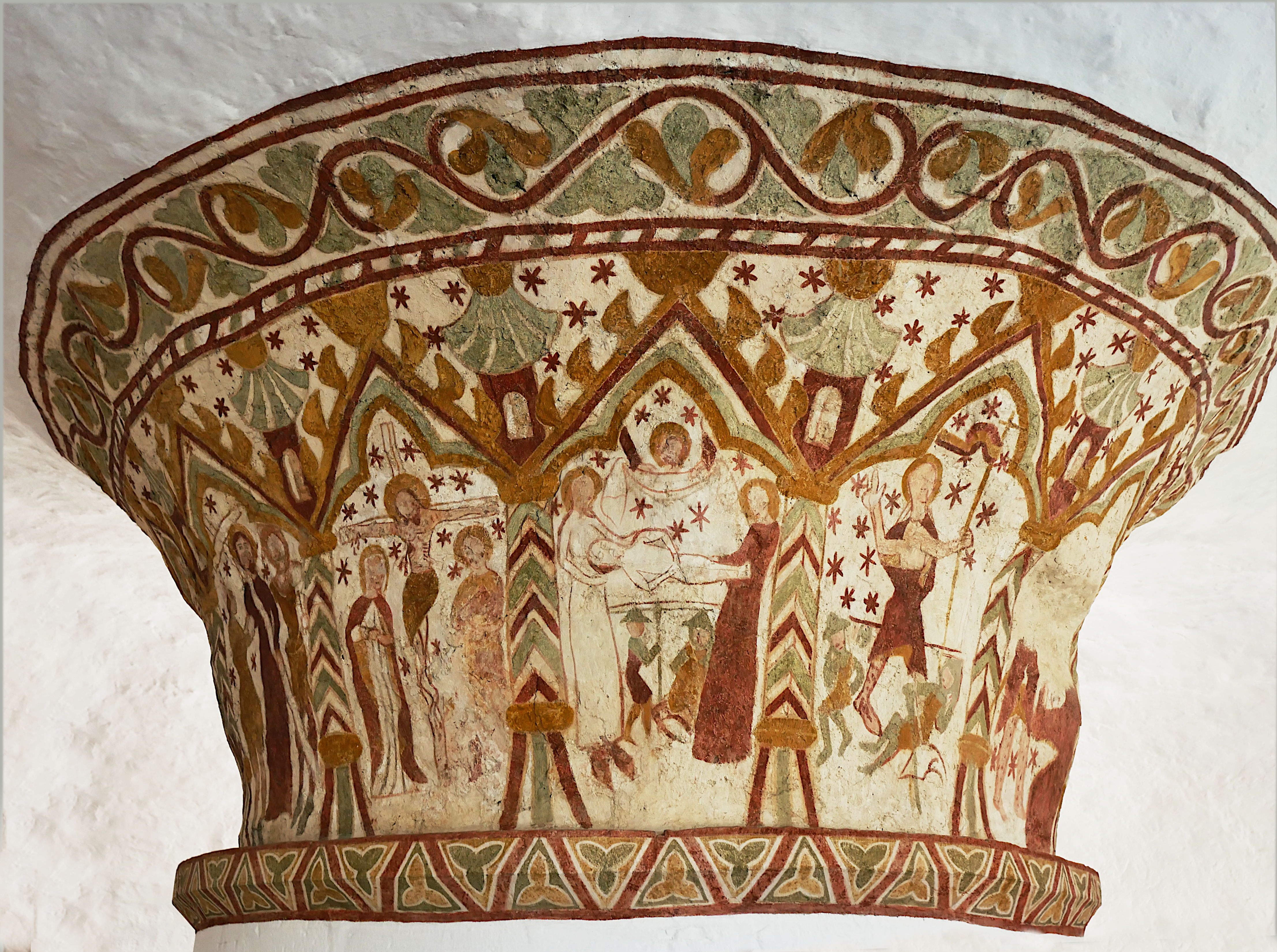
Grablegung, Auferstehung
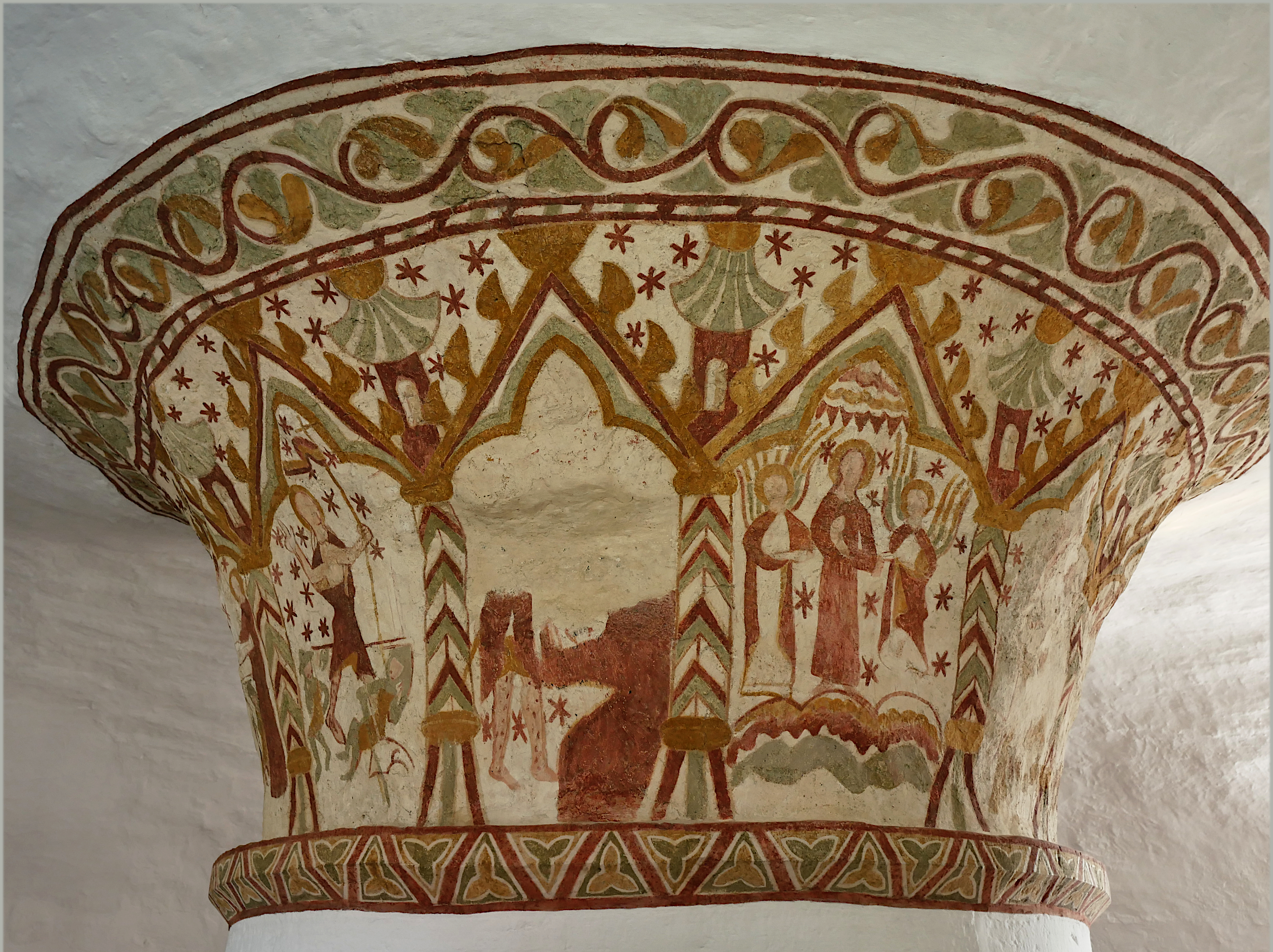
Himmelfahrt (teilzerstört), Pfingsten

Die (teils wieder übermalten) Malereien an den Wänden sind jünger, die Malereien über dem Chorbogen sind die jüngsten und stammen aus dem 18. Jahrhundert.

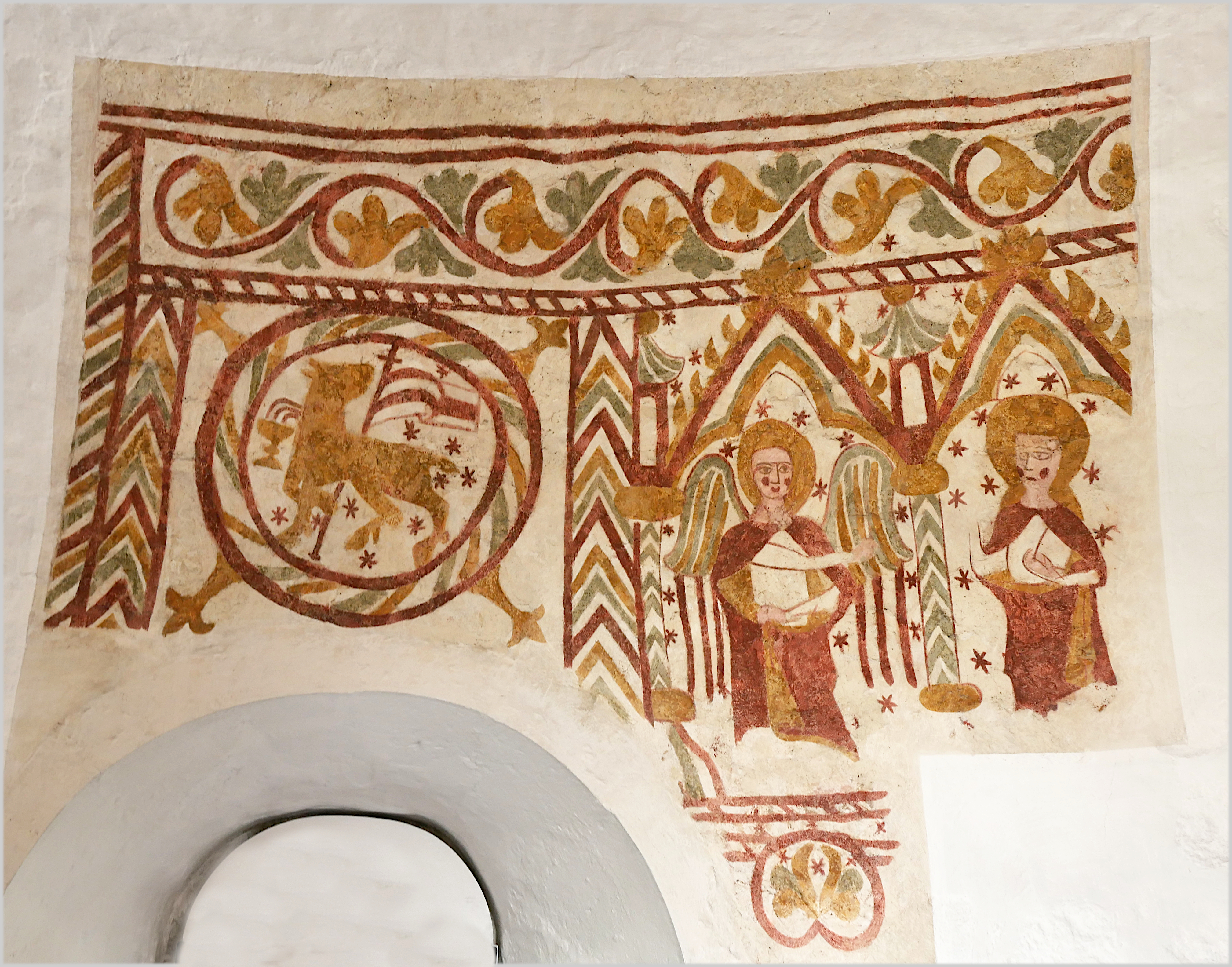
Malerei über dem ehemaligen Nordportal
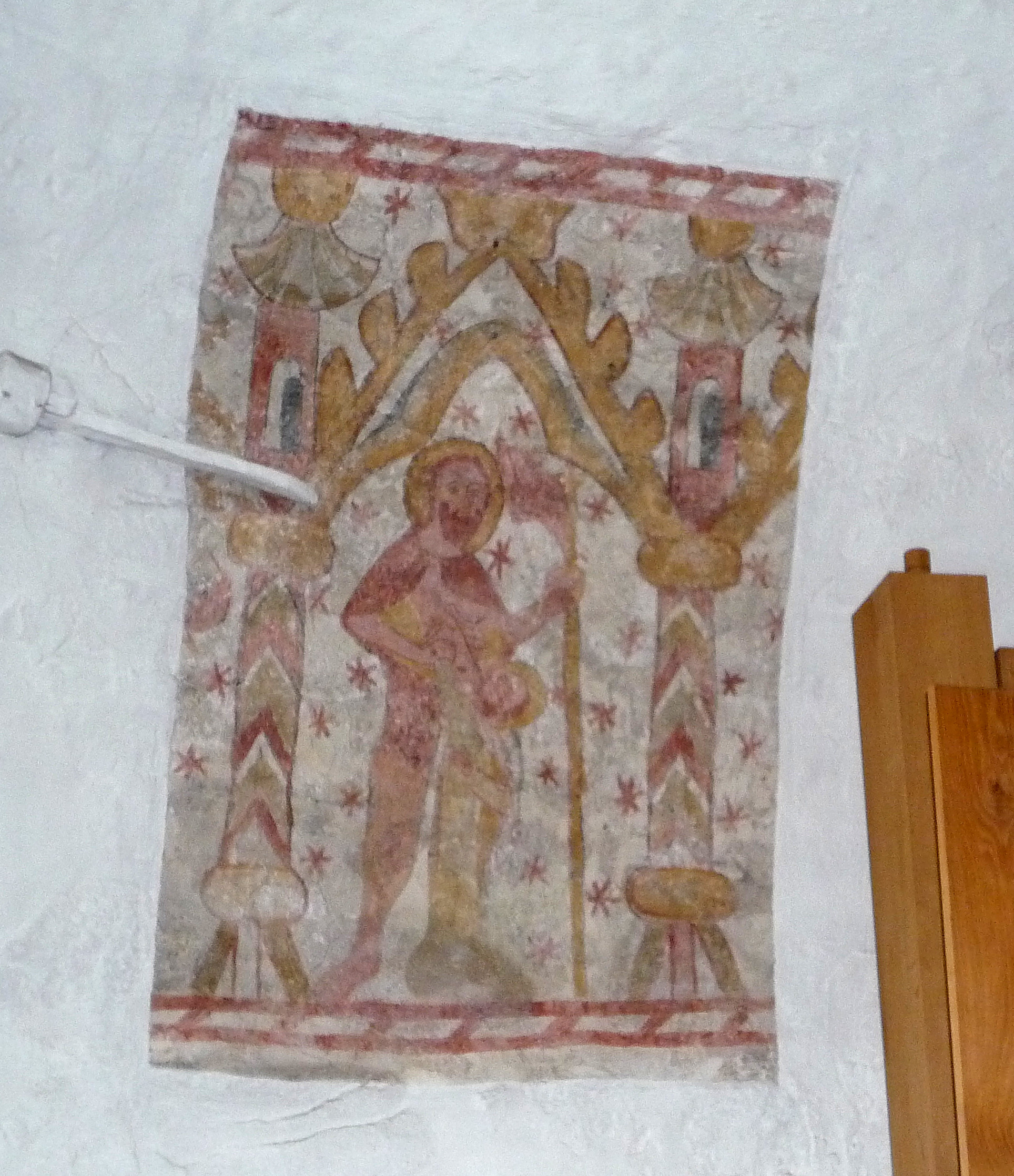
Malerei über der Orgel
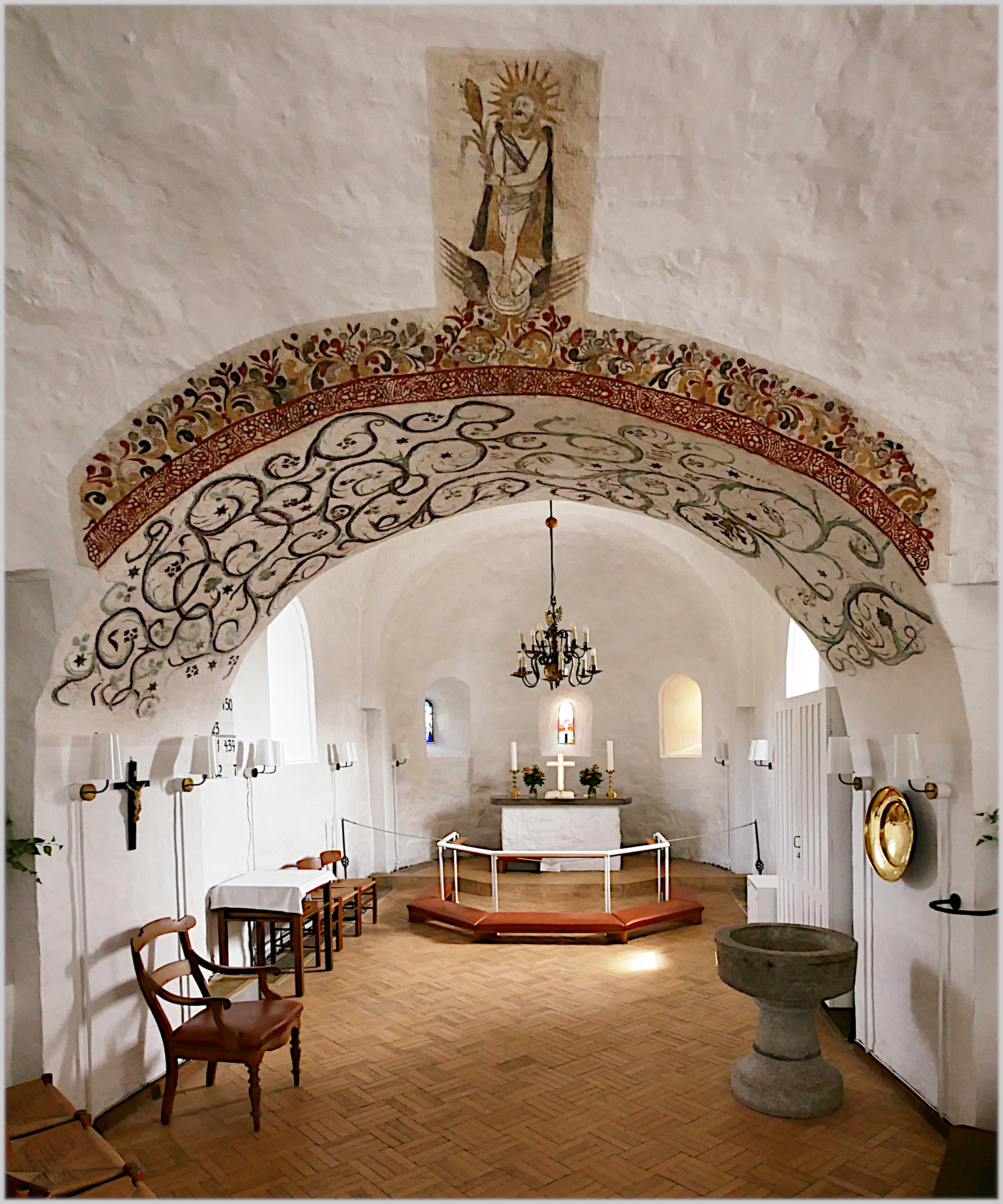
Triumphbogen mit Malereien
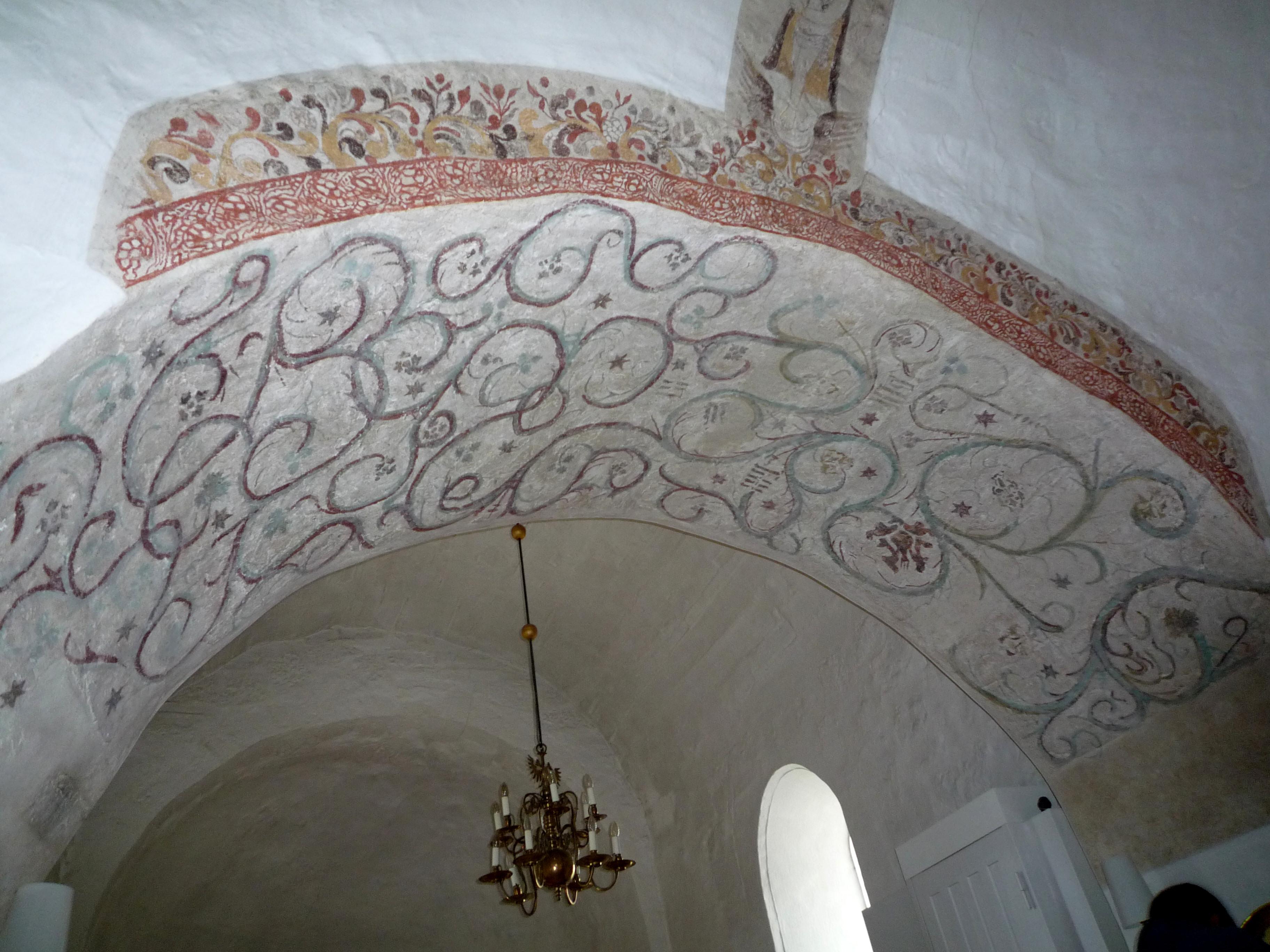
Malerei am Chorbogen
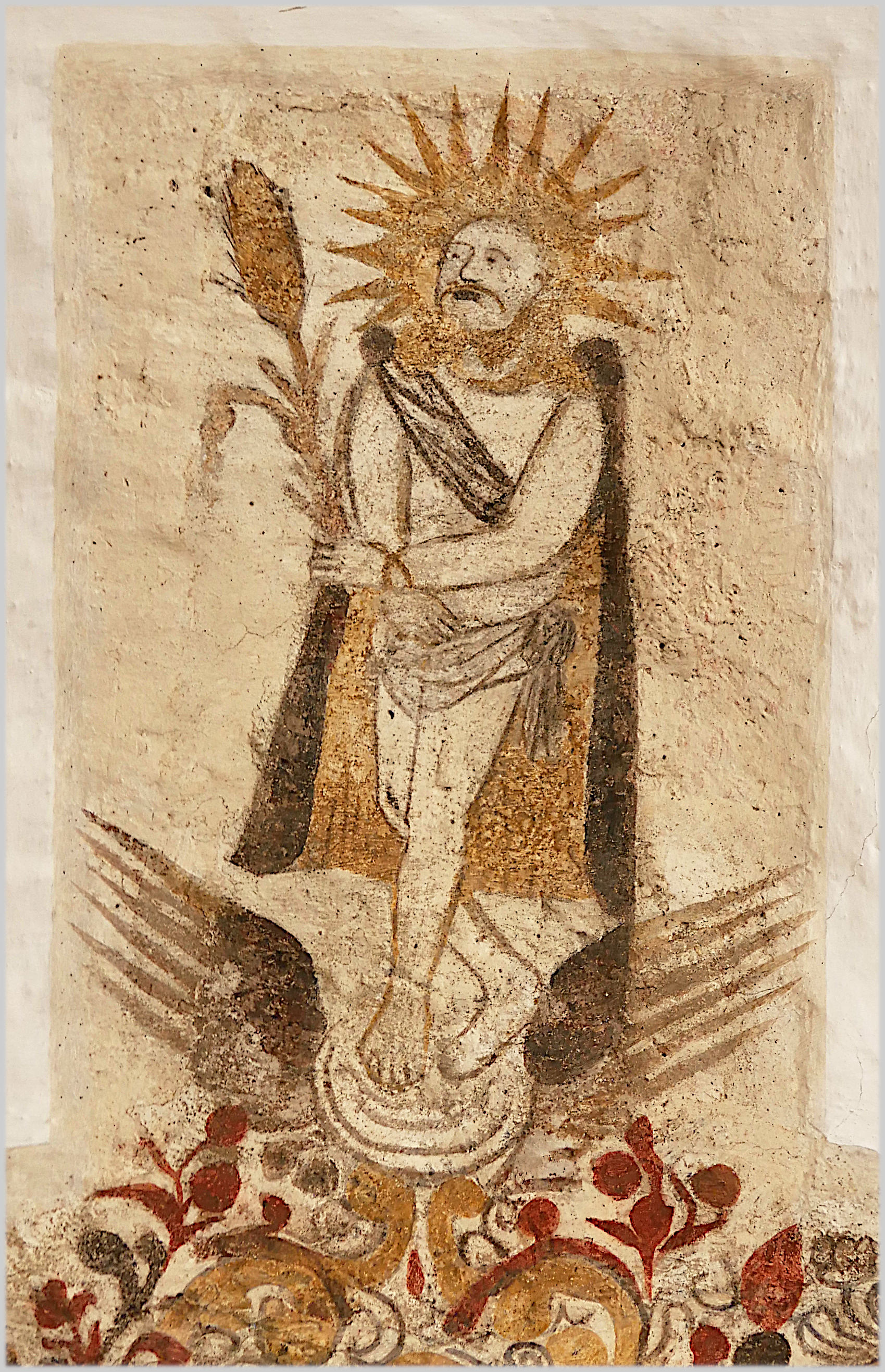
Christus mit dem Schilfrohr